# Председник Републике Косово
Председник Републике Косово (алб. Presidenti i Republikës së Kosovës) је шеф државе и главни представник дефакто Републике Косово у земљи и иностранству.
Председника посредно бира Скупштина Републике Косово тајним гласањем двотрећинском већином посланика на функцијама. Ако ниједан кандидат не постигне двотрећинску већину, на трећем гласању је изабран кандидат који добије већину.
Гласање у Скупштини требало би да се одржи најкасније месец дана пре истека мандата актуелног председника. Мандат председника траје пет година, који се може једном обновити.

## Списак председника

### Република Косово(признаје самоАлбанија)
Странка
      ДСК
| #                    | Име (рођење—смрт)          | Портрет | Мандат           | Мандат           | Политичка странка |
| -------------------- | -------------------------- | ------- | ---------------- | ---------------- | ----------------- |
| Председник 1992—2000 |                            |         |                  |                  |                   |
| 1.                   | Ибрахим Ругова (1944—2006) |         | 25. јануар 1992. | 1. фебруар 2000. | ДСК               |

### УНМИК
Странка
      ДСК
| #                     | Име (рођење—смрт)          | Портрет | Мандат            | Мандат                              | Политичка странка |
| --------------------- | -------------------------- | ------- | ----------------- | ----------------------------------- | ----------------- |
| Председници 2002—2008 |                            |         |                   |                                     |                   |
| 1.                    | Ибрахим Ругова (1944—2006) |         | 4. март 2002.     | 21. јануар 2006. (умро на функцији) | ДСК               |
| —                     | Неџат Даци (1944—)         |         | 21. јануар 2006.  | 10. фебруар 2006.                   | ДСК               |
| 2.                    | Фатмир Сејдију (1951—)     |         | 10. фебруар 2006. | 17. фебруар 2008.                   | ДСК               |

### Република Косово(признаје88 држава чланица УН)
Странка
      ДСК
      ДПК
      НСК
      Независни
      УС
      ПС
| #                      | Име (рођење—смрт)       | Портрет | Мандат              | Мандат              | Политичка странка |
| ---------------------- | ----------------------- | ------- | ------------------- | ------------------- | ----------------- |
| Председници 2008—данас |                         |         |                     |                     |                   |
| 1.                     | Фатмир Сејдију (1951—)  |         | 17. фебруар 2008.   | 27. септембар 2010. | ДСК               |
| —                      | Јакуп Краснићи (1951—)  |         | 27. септембар 2010. | 22. фебруар 2011.   | ДПК               |
| 2.                     | Бехђет Пацоли (1951—)   |         | 22. фебруар 2011.   | 4. април 2011.      | НСК               |
| —                      | Јакуп Краснићи (1951—)  |         | 4. април 2011.      | 7. април 2011.      | ДПК               |
| 3.                     | Атифете Јахјага (1975—) |         | 7. април 2011.      | 7. април 2016.      | Независни         |
| 4.                     | Хашим Тачи (1968—)      |         | 7. април 2016.      | 6. новембар 2020.   | ДПК               |
| —                      | Вјоса Османи (1982—)    |         | 5. новембар 2020.   | 22. март 2021.      | УС                |
| —                      | Глаук Коњуфца (1981—)   |         | 22. март 2021.      | 4. април 2021.      | ПС                |
| 5.                     | Вјоса Османи (1982—)    |         | 4. април 2021.      | данас               | УС                |